# 龜吼漁港
龜吼漁港，是一座位於新北市萬里區的第二類漁港，1959年起由臺北縣政府陸續投資興建，早年因規模小、航道淺且無陸上設施，漁船、漁筏出入困難；隨著漁船大型化且數量快速增加，原有泊地無法容納，於1986年「第二期台灣地區漁港建設方案」擴建。如今龜吼漁港水域面積約有1.4公頃，陸域面積約有1.5公頃，並附設漁具倉庫、吊船架、儲油槽及水塔等漁港設施，提供漁船作業所需之良好漁港環境。
龜吼漁港漁獲資源豐富，漁村聚落主要從事棒受網、刺網、一支釣、延繩釣、拖網等漁業，並以萬里蟹為主要漁獲對象。每年9-11月秋季時分，鄰近龜吼漁港的「漁夫市集」就會聚集人潮搶購萬里蟹；龜吼漁港也因萬里蟹聲名大噪，成為基隆北海岸熱門的觀光漁港之一。

## 地名來源
據文獻云：「龜吼村，以昔日龜吼莊得名，乾隆閩人林姓所闢，地有山腳向海，與龜嶼相接，其前形成大澳，故名。」本地地名原本叫做「龜空」，因為這裡以前有一個石洞沙灘延至海邊（現已填為平地），常有海龜爬至該處產卵，故當地居民稱之「龜孔」（臺語白話音中，「孔」、「空」音同）；後來有人為了使「龜孔」的孔字更像臺語，故在旁另加「口」部，一說是基隆士子認為應該不用「孔」字，恐怕大不敬於孔子，故改成「吼」。結果竟變成外地人誤把「龜吼」臺語唸成「kue-hou」或「ku-hau」，翻成華語，即「龜嚎哭」。當地民眾非常不喜歡人家唸成這樣，認為好像是龜在嚎哭，是不祥的比喻，正確的臺語唸法應為「Ku-khang」。
在清末1878年的地圖中，已有標示為「龜空」的地名。
日治初期，官方文書尚寫成。
1895年《日軍攻台戰鬥地圖》和1897年中在本地標為。 1898-1904年調製的《台灣堡圖》（明治版）日文漢字標為，但其振假名標音為「 (kuikan)」。
現今當地的英文看板以華語發音標為 "Guihou"。

## 地形景觀
龜吼與北方的野柳之間有許多石灰岩，經過天然的風化、海蝕後擁有許多天然美景，以樹紋形狀的木紋石「駱駝峰」聞名，2010年此段海岸線被票選為台灣最美麗的「維納斯」海岸，向北邊可以遠望基隆嶼，在龜吼漁港邊也有一處小沙灘，東南邊接翡翠灣沙灘。

## 萬里蟹
萬里蟹包含三大類海蟹：花蟹(鏽斑蟳)、三點蟹(红星梭子蟹)及石蟳(善泳蟳、顆粒蟳)。

萬里區漁民約定成俗使用螢光綠色的三股特多龍繩來紮綁海蟹，也成為萬里蟹的一大特徵。

### 花蟹
花蟹甲殼帶有橘紅色的華麗斑紋，體型最大，內質結實且量多，蟹膏鹹香，蟹黃細稠香綿。潮洲味菜師傅常利用花蟹製作凍蟹。最佳品嘗期為中秋節前後約在國曆9-12月。

### 三點蟹
三點蟹因蟹殼上有明顯的三個暗紫色斑點，故以得名。蟹殼較薄而軟，肉質極細幼，蟹黃燦爛如流金，可從蟹殼表面看出飽滿蟹黃的蟹殼，價位不高，堪稱CP值最高的海蟹。

### 石蟳
石蟳殼甲厚實堅硬且身形較小，表面像石頭般粗糙，並有顆粗狀突起，最令人醒目的它的兩個大螫，其肉質厚實富彈性，咬勁十足，是在三大海蟹之中，風味最濃郁香的品種。

## 相關資訊

### 地址位置
新北市萬里區漁澳路85-3號(龜吼漁港安檢所)

### 開放時間
10：00～19：00

### 交通資訊
- 開車：國道一號大華系統下，接台62線往萬里方向→左轉基金二路接台2線，尋指標可達
- 公車：以下公車在龜吼漁港站下。
- 國光客運1815，翡翠灣下步行10分鐘可到。
- 淡水客運862號 → 在淡水捷運站前搭車 → 往基隆方向，約每30分鐘一班車。
- 國光客運1815號 → 在臺北車站東三門搭車 → 往金山青年活動中心方向 → 行經忠孝東路、台北市府轉運站，約每20分鐘一班車。
- 基隆客運790號 → 在基隆火車站旁搭車 → 往金山方向，約每15分鐘一班車。
- 基隆客運1068號 (經國道三號快速公車) → 在台灣大學搭車 → 往金山方向 → 行經捷運科技大樓站、台電大樓站，約每15分鐘一班車。
- 基隆客運953號 (經國道一號快速公車) → 在板橋火車站旁公車站搭車 → 往金山方向 → 行經台大資訊大樓、辛亥路口、延平中學、空軍總部，約每30分鐘一班車。
- 台灣好行皇冠北海岸線862號 → 在淡水捷運站前搭車 → 往龜吼野柳方向 → 夏季(5~10月)平日每小時一班車，假日每30分鐘一班車；冬季(11~4月)每小時一班車。
- 台灣好行龍宮尋寶線T99號 → 在基隆火車站旁遊客中心前搭車 → 往野柳方向 → 夏季(5~10月)每小時一班車，冬季(11~4月)每兩小時一班車[12]。